# Galila Tamarhan
 (février 2018).
Galila Tamarhan (ou Tamruhan) al-Habashiya (en arabe : جليلة تمرهان / ALA-LC: Jalīlah Tamarhān; décédée en 1863) était une femme médecin dans la Province ottomane d'Égypte au XIXe siècle.

## Carrière
Elle a été l'une des premières femmes à signer ses articles dans l'histoire de la presse du Moyen-Orient, en rédigeant des articles pour un magazine médical appelé Ya'asub al-Tib (Leader en médecine),. Après avoir terminé ses études en 1847, à l'école de soins infirmiers d'Abouzabel, elle a été nommée dans cet établissement en tant que maîtresse adjointe, et a été promue en 1857 au poste d'instructeur en chef, qu'elle a occupé jusqu'à sa mort,.